# Lixiviação
A lixiviação é um processo natural que ocorre no solo, caracterizado pela remoção de nutrientes minerais solúveis das camadas superficiais para suas camadas mais profundas. Essa perda de nutrientes é causada pela ação da água que se infiltra no solo, carregando consigo os elementos químicos que foram dissolvidos.

## Ocorrência
O processo de lixiviação tem início quando a água superficial, normalmente com origem nas chuva ou decorrente de práticas de irrigação, infiltra no solo por gravidade e capilaridade, formando uma solução com os nutrientes minerais presentes nas camadas superficiais. Essa solução, agora rica em nutrientes, percola verticalmente através do solo, transportando os elementos químicos para camadas mais profundas.
Os nutrientes transportados pela água podem se acumular em camadas mais profundas do solo, tornando-os indisponíveis para as plantas.  Em alguns casos, os nutrientes podem até mesmo sofrerem transporte até o lençol freático, sendo então perdidos para o sistema.
Quando ocorrem ações físicas, a terra fica permeável de modo grosseiro, acontecendo o tal fenômeno, que também é chamado de lavagem.